# Alexandrie (Italie)
Pour les articles homonymes, voir Alexandrie (homonymie).
Alexandrie (en italien : Alessandria ; en piémontais : Lissàndria) est une commune et une ville italienne, place forte pendant la Renaissance, située dans la région du Piémont dans la plaine du Pô, qui est aujourd’hui le chef-lieu de la province d'Alexandrie.
La ville est située au bord du Tanaro, à environ 75 km à l’est-sud-est de Turin. Située au centre du « triangle industriel », Alexandrie constitue un important nœud ferroviaire.

## Histoire
Cette ville fut construite à la hâte en bois et en chaume, en 1168, par la ligue lombarde pour s’opposer à Frédéric Barberousse, et reçut le nom d’Alexandrie en l’honneur du pape Alexandre III, qui régnait alors. Frédéric l’appela par dérision « Alexandrie de la Paille », nom qui lui est resté. 
En 1348, Alexandrie tombe entre les mains des Visconti et passe avec leurs biens aux Sforza, jusqu'en 1707, quand elle fut cédée par Joseph Ier à la Savoie.
Elle fut rattachée à la France de 1796 à 1814.
Le 14 juin 1800, le village de Spinetta Marengo, situé sur la commune d'Alexandrie, fut le théâtre de la bataille de Marengo, où s'affrontèrent troupes françaises et autrichiennes. 
Alexandrie devint ensuite chef-lieu du département de Marengo.
À partir de 1814, Alexandrie fut un territoire à nouveau savoyard, partie intégrante du royaume de Sardaigne.
Pendant les années du Risorgimento, Alexandrie fut un centre actif des libéraux.
Alexandrie fut la première capitale d'une province italienne à être dirigée par un socialiste : l'horloger Paolo Sacco, le 25 juillet 1899.
Alexandrie était une cible militaire tactique durant la Seconde Guerre mondiale et a été soumise à des bombardements intensifs des Alliés, le plus grave étant les raids du 30 avril 1944, avec 238 morts et des centaines de blessés, et le 5 avril 1945, avec 160 morts, dont 60 enfants de l'asile des enfants dans la Via Gagliaudo. À la fin du mois, la ville a été libérée de l'occupation allemande (1943-1945) par la résistance partisane et les troupes de la Force expéditionnaire brésilienne.
Le 6 novembre 1994, le Tanaro a inondé une bonne partie de la ville, causant des dommages importants, surtout dans le quartier Orti.

## Administration
La ville est administrée par un conseil municipal de 32 membres élus pour un mandat de cinq ans. Les dernières élections ont eu lieu les 12 et 26 juin 2022.
| Période                                  | Période   | Identité                          | Étiquette               | Qualité |
| ---------------------------------------- | --------- | --------------------------------- | ----------------------- | ------- |
| Les données manquantes sont à compléter. |           |                                   |                         |         |
| mai 2002                                 | mai 2007  | Mara Scagni                       | Parti démocrate         |         |
| mai 2007                                 | mai 2012  | Piercarlo Fabbio                  | Le Peuple de la liberté |         |
| mai 2012                                 | juin 2017 | Rita Rossa                        | Parti démocrate         |         |
| juin 2017                                | juin 2022 | Gianfranco Cuttica di Revigliasco | Ligue du Nord           |         |
| juin 2022                                | en cours  | Giorgio Abonante                  | Parti démocrate         |         |

### Hameaux
Spinetta Marengo, Casalbagliano, Castelceriolo, Cantalupo, Lobbi, San Giuliano Nuovo, San Giuliano Vecchio, Mandrogne, Cascinagrossa, Gerlotti, Litta Parodi, Valle San Bartolomeo, San Michele, Settimio, Valmadonna, Villa del Foro

### Communes limitrophes
Bosco Marengo, Castellazzo Bormida, Castelletto Monferrato, Frugarolo, Montecastello, Oviglio, Pecetto di Valenza, Pietra Marazzi, Piovera, Quargnento, Sale, San Salvatore Monferrato, Solero, Tortone, Valenza

## Économie
La ville abrite une usine de fabrication de pneumatiques du groupe français Michelin.

## Monuments
- Dôme
- Citadelle
- Palais municipal
- Église Santa Maria di Castello

Parmi les principaux monuments de la ville :
- Dôme d'Alexandrie (Cattedrale dei Santi Pietro e Marco)
- Chiesa di San Giovannino
- Chiesa di San Giovanni Evangelista
- Chiesa dei Santi Barnaba e Rocco
- Église Santa Maria di Castello (it)
- Palazzo del Municipio (it)
- Citadelle d'Alexandrie.

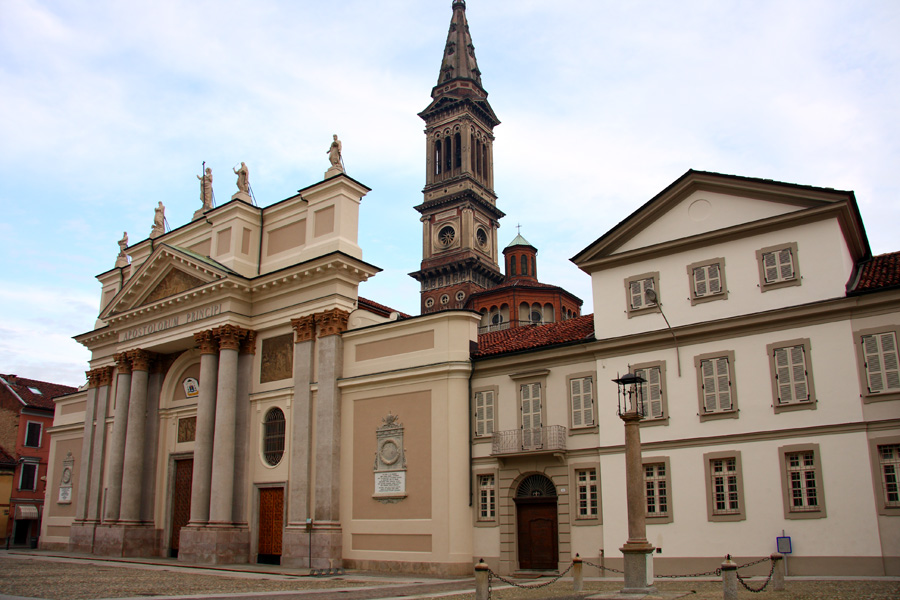
Dôme d'Alexandrie (cathédrale).
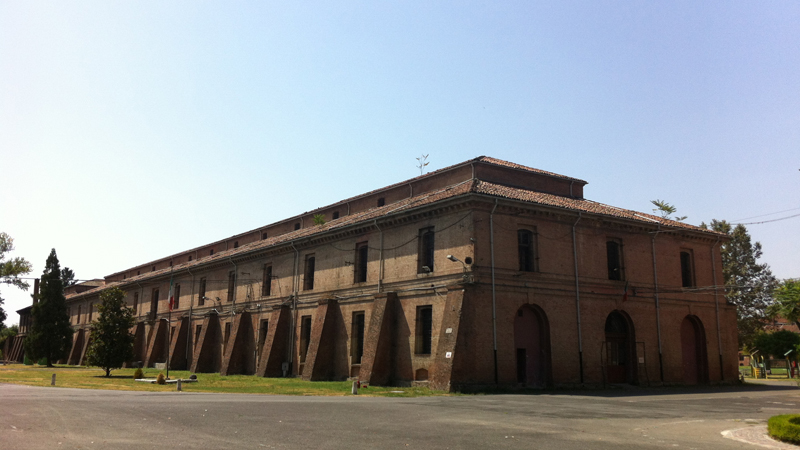
Citadelle d'Alexandrie.
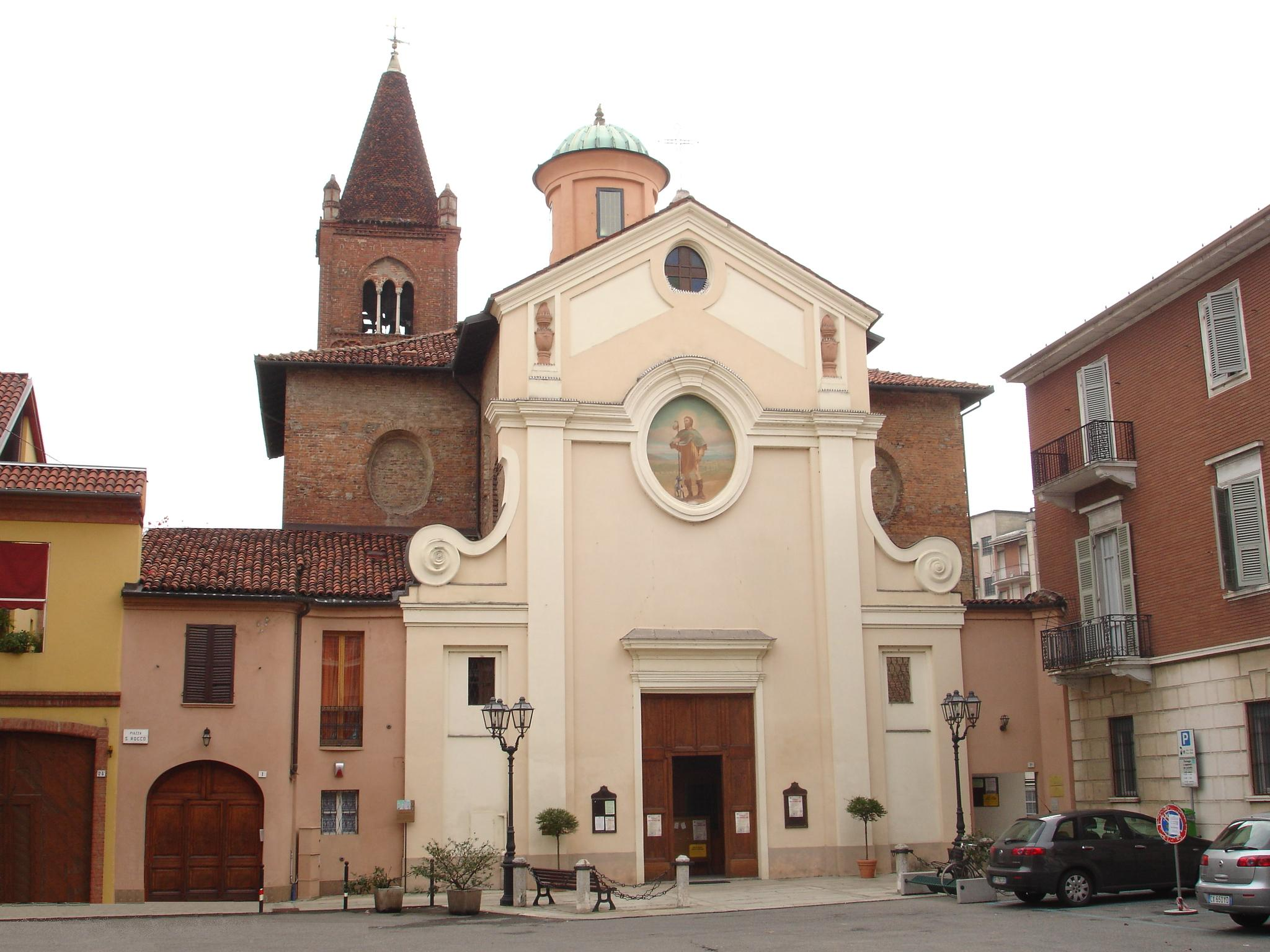
Église des Sts Barnabé et Roch.
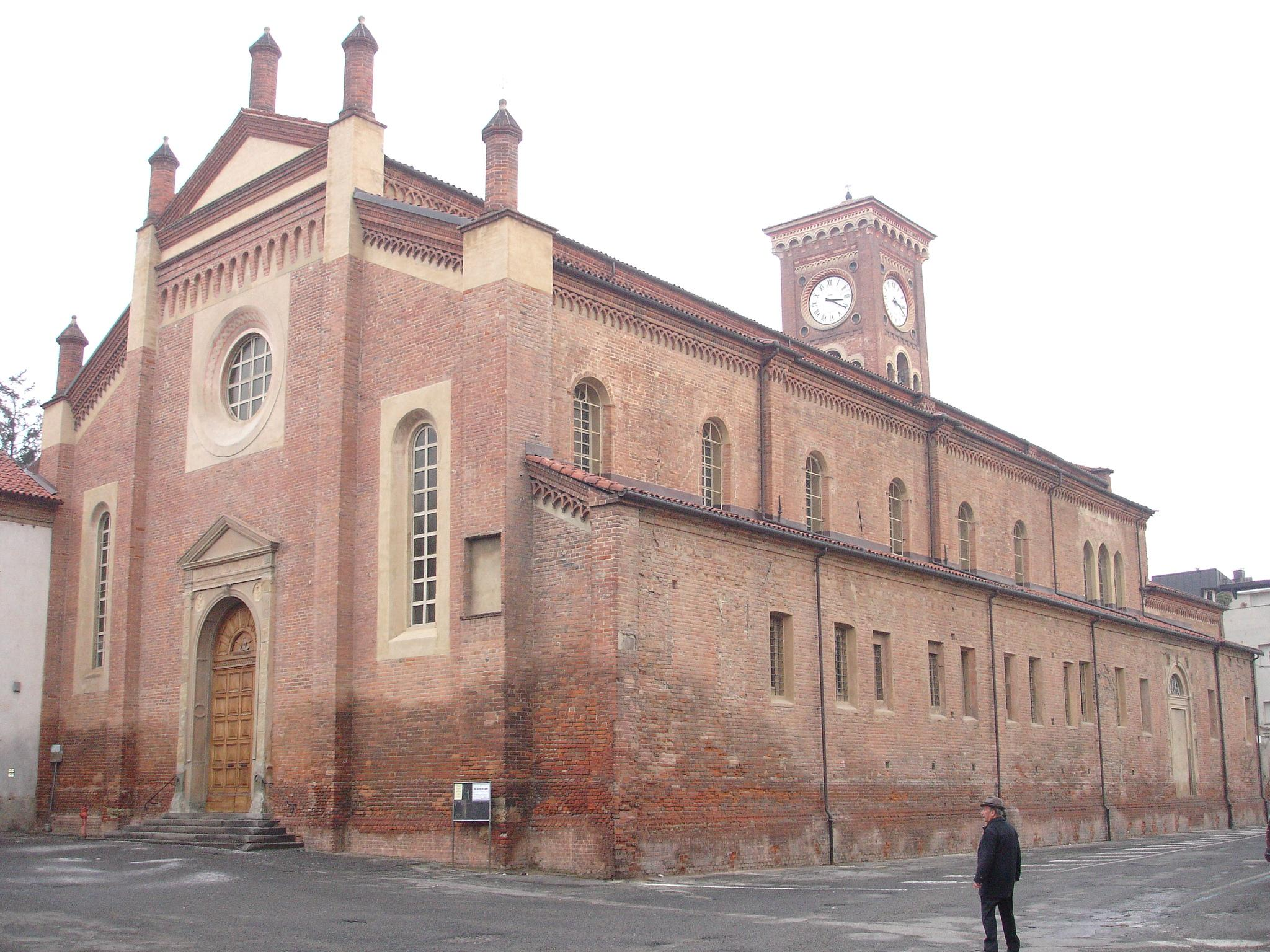
Santa Maria di Castello.

## Sport
La ville organise chaque année en mai un tournoi de tennis sur terre battue du circuit ATP Challenger Tour. La ville possède aussi un club de football qui a évolué en Serie A, l'Unione Sportiva Alessandria 1912.

## Jumelages
| Ville | Ville           | Pays | Pays      | Période                    |
| ----- | --------------- | ---- | --------- | -------------------------- |
|       | Alba Iulia,     |      | Roumanie  | depuis 2008                |
|       | Argenteuil,     |      | France    | depuis 1960                |
|       | Hradec Králové, |      | Tchéquie  | depuis le 7 avril 1961     |
|       | Jéricho,        |      | Palestine | depuis le 15 juin 2004     |
|       | Karlovac,       |      | Croatie   | depuis 1963                |
|       | Riazan          |      | Russie    | depuis 2006                |
|       | Rosario,        |      | Argentine | depuis le 1er juillet 1988 |

## Personnalités liées à la commune
De nombreuses personnalités sont nées à Alexandrie :
- Giorgio Merula, humaniste et historien, né en 1430.
- Jean-Chrysostôme de Villaret (1739-1824), évêque d'Alexandrie (« della Paglia ») (it) sous le Premier Empire
- François de Chasseloup-Laubat, militaire français, fortifia Alexandrie après le traité de Lunéville
- Louis Léonard Antoine de Colli-Ricci (1760-1809) général des armées de la République française et de l'Empire (nom gravé sous l'Arc de Triomphe de l'Étoile : 26e colonne).
- Giovanni Migliara, peintre de perspectives et chevalier de l'ordre civil de Savoie, né en 1785.
- Prosper de Chasseloup-Laubat, ministre français fils de François de Chasseloup-Laubat, né en 1805.
- Urbano Rattazzi, homme politique, né en 1808.
- Francesco Faà di Bruno, prêtre bienheureux, né en 1825.
- Ravera Nicolo Teresio, pianiste compositeur né en 1851, décédé à Sotteville-sur-Mer (Seine-Maritime) le 27 février 1929.
- Sibilla Aleramo, écrivain, née en 1876.
- Giuseppe Borsalino, styliste italien, connu comme le créateur d'un chapeau qui porte son nom, décédé en 1900.
- Giovanni Ferrari, footballeur, né en 1907.
- Walter Audisio, partisan communiste, député et assassin présumé de Benito Mussolini
- Umberto Eco, romancier, médiéviste, philosophe et essayiste, né en 1932 dans cette ville et mort à Milan en 2016. Il a conté avec beaucoup d’humour le récit de la fondation de sa ville natale dans un de ses romans, Baudolino (2001).
- Gianni Rivera, footballeur et homme politique, né en 1943.
- Pino Cacucci, écrivain, scénariste et traducteur, né en 1955.
- Valeria Straneo, coureuse de marathon, née en 1976.
- Pilar Fogliati, actrice, née en 1992.
- Cristina Parodi : Présentatrice télévision et journaliste.
- Riccardo Picchio, linguiste italien, né en 1923.

Par ailleurs :
- Louis Desaix, tué dans la commune d'Alexandrie, le 14 juin 1800, lors de la bataille de Marengo.